# Désolation (roman)
Pour les articles homonymes, voir Désolation.
Désolation (titre original : Desperation) est un roman d'horreur écrit par Stephen King, publié en 1996 le même jour que Les Régulateurs, autre roman de l'auteur publié sous le nom de plume de Richard Bachman et présentant les mêmes personnages dans un monde parallèle et une situation différente. Dans ce livre, un groupe de personnes emprisonnées par un policier possédé par un être nommé Tak doivent lutter pour leur survie dans une petite ville du Nevada. Le roman a obtenu le prix Locus du meilleur roman d'horreur en 1997 et a été adapté en téléfilm.

## Résumé
Alors qu'ils roulent tranquillement sur la nationale 50, surnommée « la route la plus déserte d'Amérique », dans le Nevada, Peter et Mary Jackson sont arrêtés par Collie Entragian, un policier inquiétant, pour infraction à la conduite automobile. Ils sont conduits au poste de police d'une petite ville minière désertée, Désolation, où Peter est tué par Entragian. Plusieurs autres personnes y sont également retenues prisonnières : la famille Carver, dont la fille a également été assassinée par Entragian, Johnny Marinville, un écrivain sur le retour qui parcourait le pays à moto dans le but de tirer un récit de son périple et Tom Billingsley, le vétérinaire de la ville. Pendant ce temps, Steve, l'employé de Marinville qui le suivait à distance, retrouve la moto de son patron et part à sa recherche en compagnie de Cynthia, une auto-stoppeuse.  
Entragian emmène avec lui Ellen Carver et, pendant son absence, David Carver, un jeune garçon animé d'une foi intense, parvient à libérer tout le monde, les anciens captifs le prenant alors comme guide spirituel. Ils se réfugient dans un cinéma où ils sont rejoints par Steve, Cynthia et Audrey, une employée de la mine, et se rendent alors compte qu'ils sont les uniques survivants d'un carnage organisé par une force maléfique, Tak, dont la véritable forme est retenue prisonnière dans une ancienne galerie de mine, et qui peut occuper le corps d'êtres humains mais les détériore vite par sa seule présence et doit en changer fréquemment. Tak peut aussi commander aux animaux du désert tels que les coyotes, les vautours, les araignées et les scorpions. Billingsley est tué par un puma contrôlé par Tak, et Audrey, qui se révèle être également sous son influence, en profite pour tenter de tuer David. Elle y réussit presque en l'étranglant mais en est empêchée par l'intervention de Steve et de Marinville. Mary est quant à elle emmenée de force par Tak, qui a usé le corps d'Entragian et occupe désormais celui d'Ellen.  
Les survivants veulent désormais quitter la ville mais David, en sortant de son inconscience, durant laquelle il a eu une vision de ce qu'il devait faire, leur révèle que Dieu a d'autres plans pour eux. Marinville ne veut rien savoir et décide de partir quand même, au grand dam de David. Mary profite de la détérioration rapide du corps d'Ellen pour lui échapper et, à la mort d'Ellen, Tak n'a désormais plus de corps humain à occuper et doit posséder celui d'un aigle. Marinville, saisi d'une révélation, change d'avis et retrouve le groupe, dont le but, dévoilé par David, est de refermer le puits d'où a pu partiellement s'échapper Tak. Ils comptent le combler en faisant sauter de la dynamite mais il faut pour cela que quelqu'un se sacrifie. L'aigle attaque David qui est sauvé par son père, celui-ci étant tué à sa place. David, qui n'a désormais plus de famille, veut alors se sacrifier. Mais Marinville l'en empêche en prenant sa place et, résistant à une dernière tentation de Tak, fait sauter le puits. Steve, Cynthia, Mary et David quittent la ville.   

## Genèse du roman
En 1991, alors que King traversait le Nevada, il est passé dans une petite ville qui semblait totalement inhabitée. Il lui est alors venu la pensée que tous ses habitants étaient peut-être morts et, juste après, que le shérif les avait tous tués. Trois ans plus tard, alors qu'il voyageait à travers les États-Unis à moto pour faire la promotion d'Insomnie, il est repassé dans la même région et a entendu parler d'immigrants chinois qui, au XIXe siècle, avaient été piégés et avaient péri dans un puits de mine. Ces deux anecdotes reliées ont constitué la base du roman, que King a commencé le 1er novembre 1994 et a achevé le 5 décembre 1995.

## Liens avec d'autres œuvres de Stephen King
- On retrouve le personnage de Tak dans un autre roman de Stephen King, Les Régulateurs, qui est en quelque sorte le « roman jumeau » de Désolation. Parus le même jour, ils ont en commun les mêmes noms de personnages (bien que leurs âges et leurs physiques diffèrent) mais qui évoluent dans une situation totalement différente. Par ailleurs, les couvertures originales des deux romans s'assemblent parfaitement quand on les place côte-à-côte.
- D'autre part, le terme « can-toi », utilisé dans le roman pour désigner les esprits inférieurs servant Tak est repris dans le cycle de La Tour sombre pour désigner certains serviteurs du Roi Cramoisi. Le personnage de Cynthia Smith est quant à lui apparu auparavant dans le roman Rose Madder.
- Lors du récit que fait Tom Billingsey de la légende du Puits Chinois, il mentionne les Tommyknockers qui seraient des esprits frappeurs dans le genre des Gremlins. Les Tommyknockers est le titre d'un autre roman de Stephen King.

## Accueil et distinctions
Le roman est resté quinze semaines sur la New York Times Best Seller list (dont deux semaines à la première place), y apparaissant le 13 octobre 1996, directement à la première place. Le Publishers Weekly le classe à la troisième place des meilleures ventes de romans aux États-Unis en 1996.
Comparant Désolation aux Régulateurs, Sharon Russell estime que le premier est moins violent au niveau graphique[pas clair] et examine la nature du bien et du mal avec plus de profondeur. Albert Rolls pense quant à lui que les deux romans fonctionnent encore mieux ensemble, « les connexions subtiles que King entrelace dans ce diptyque de terreur résonnant dans l'esprit longtemps après que la lecture des deux livres soit finie ». Jean-Pierre Dufreigne, de L'Express, évoque un « roman aux résonances froidement bibliques » où « Dieu se montre cruel jusque dans la victoire », concluant en disant que « Désolation est aussi halluciné que le livre de Job. Et aussi méchant ». Et pour Dinah Brand, de la revue Lire, il s'agit d'un « King du meilleur cru avec des parfums d'apocalypse pour faire bon poids ».
Désolation a remporté le prix Locus du meilleur roman d'horreur en 1997.

## Adaptation
Le roman a été adapté sous forme de téléfilm en 2005 par Mick Garris, sous le même titre, avec Ron Perlman, Tom Skerritt, Annabeth Gish et Steven Weber dans les rôles principaux.